# Lista över svenska death metal-grupper
Följande är en lista över svenska death metal-grupper.

## A
- Aeon[1]
- Afflicted[1]
- Amon Amarth[2]
- Anachronaeon
- Anata[3]
- Apostasy
- Arch Enemy[4]
- Arise[4]
- At the Gates[5]
- Autopsy Torment[6]
- Avatar

## B
- Bloodbath[7]
- By Night

## C
- Curse
- Carbonized[8]
- Cardinal Sin[9]
- Carnage[9]
- Cemetary[10]
- Centinex[11]
- Ceremonial Oath[12]
- Closer
- Coercion[13]
- Coldworker
- Comecon[13]
- Construcdead
- Crawl
- The Crown[14]

## D
- Dark Tranquillity[15]
- Darkane[16]
- Dawn
- Death Breath[17]
- Defleshed[18]
- Degradead
- Deletion
- Demonoid[19]
- Deranged
- Desultory[20]
- Deviant
- Dimension Zero[21]
- Disfear[22]
- Dismember[23]
- Dispatched
- Dissection[24]
- Divine Souls
- Draconian[25]
- The Duskfall[25]

## E
- Edge of Sanity[26]
- Entombed[27]
- Entrails
- Eternal Oath[28]
- Eucharist[28]
- Expulsion[29]Eigenstate Zero.

## F
- Face Down[29]
- Fission[30]
- Feared

## G
- General Surgery[31]
- God Macabre[32]
- God Among Insects
- Godgory[33]
- Gormathon
- Grave[34]
- Grotesque[35]
- Gates of Ishtar

## H
- Hearse[36]
- Heavydeath
- Hypocrisy[37]
- The Haunted

## I
- Impious[38]
- In Battle[39]
- In Flames[39]
- In Mourning
- Inevitable End[40]
- Insision[41]

## K
- Kaamos[42]
- Katatonia[43]

## L
- Let Them Hang
- Liers in Wait[44]
- LIK
- Lobotomy

## M
- Meadows End
- Mega Slaughter
- Merciless[45]
- Meshuggah
- Miseration
- Monoscream
- Morbid[46]
- Mr. Death
- Murder Squad[47]
- My Own Grave

## N
- Narchost
- Necrocurse
- Necronaut
- Necrophobic[48]
- Netherbird
- Nightrage
- Nihilist[49]
- Nine[50]
- Nirvana 2002[50]
- Nox Aurea

## O
- October Tide
- One Man Army and the Undead Quartet
- Omnicidal
- Opeth[51]
- Ophthalamia[52]

## P
- Paganizer[53]
- Pan.Thy.Monium[54]
- Pantokrator
- The Project Hate MCMXCIX[55]

## R
- Raise Hell[56]
- Repugnant[57]
- RottenPerish[58]
- Runemagick[59]

## S
- Satanic Slaughter[60]
- Satariel[61]
- Scar Symmetry[61]
- Seance
- Serpent Obscene
- Skyfire
- Soils of Fate[62]
- Soilwork[62]
- Solution .45[63]
- Souldrainer
- Spawn of Possession[64]

## T
- Taetre
- Theory in Practice[65]
- Therion[65]
- Tiamat[66]
- Torchbearer
- Tristitia[67]
- Toxaemia

## U
- Unanimated[67]
- The Unguided
- Unleashed[68]

## V
- Vicious Art
- Visceral Bleeding[69]
- Vomitory[70]

## W
- Within Y

## Z
- Zonaria[71]